# Алвеш Фрейташ Сантуш, Нивалду
Нивалду Алвеш Фрейташ Сантуш (порт. Nivaldo Alves Freitas Santos, более известный, как Нивалду (порт. Nivaldo; род. 10 июля 1988[…], Сан-Николау) — кабо-вердианский футболист, полузащитник португальского клуба «Униан да Коимбра». Выступал в сборной Кабо-Верде.

## Карьера

### Клубная
Родился на острове Сан-Николау африканского государства Кабо-Верде. В 18 лет футболист переехал из местного клуба «Батуке» в Португалию, в клуб «Академика». Однако заиграл в клубе не сразу: 4 года игрок провел в аренде, в клубах: «Канисал», «Фатима», «Рибейран», «Туризенсе» (все в третьем португальском дивизионе). Только в 2011 году Нивалду наконец заиграл в элите португальского футбола. 12 сентября состоялся дебют Нивалду в матче против Насьоналя, выйдя на замену на 62 минуте матча (4ː0). В «Академике» он провел 2 года и 19 матчей. После чего перешёл в чешский клуб «Теплице», где за 2 года провёл 48 матчей и забил 7 мячей.
3 апреля 2015 года подписал контракт с минским «Динамо». Однако уже летом соглашение было расторгнуто.
2 января 2016 стало известно о возвращении футболиста в чешский «Теплице». Контракт рассчитан до лета 2017.

### Международная
Дебют за сборную Кабо-Верде состоялся 3 сентября 2011 года в матче против Мали. В составе сборной включался на Кубки африканских нацийː 2013 в ЮАР и 2015 в Экваториальной Гвинеи.

## Достижения
- Обладатель Кубка Португалии: 2011/12